# UEFA 유럽 축구 선수권 대회 예선

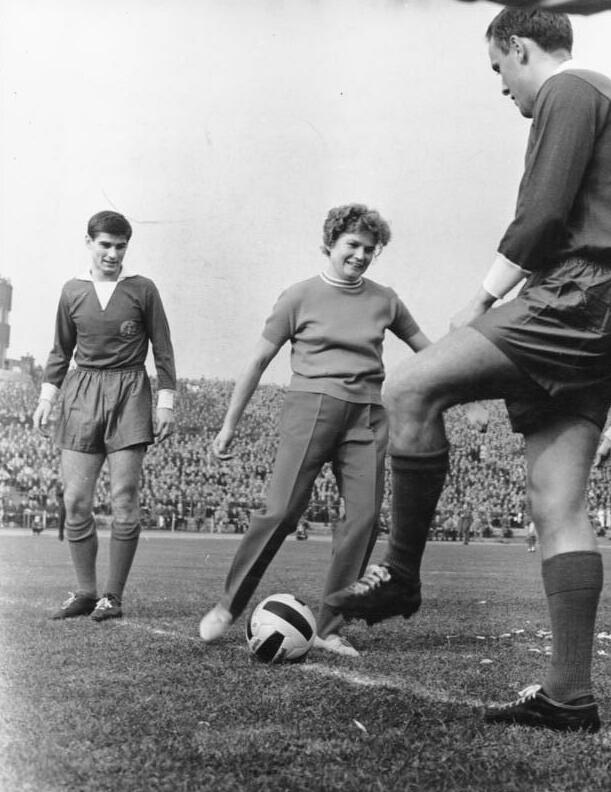
1963년 대회에서 경기한 독일과 헝가리 (1963년 10월 19일)

UEFA 유럽 축구 선수권 대회 예선(UEFA European Championship qualifying)은 UEFA 소속 축구 국가대표팀이 UEFA 유럽 선수권 대회에 출전하기 위해 거치는 예선 경기이다.

## 같이 보기
- FIFA 월드컵 예선